# Kelly Marie
Kelly Marie, geboren als  Jacqueline McKinnon (Paisley, 16 oktober 1957), is een uit Schotland afkomstige zangeres. Tot 1980 was ze voornamelijk bekend in Frankrijk, vooral door haar hit Who's That Lady With My Man (1976), maar in 1980 brak de roodharige zangeres Europees door met het nummer Feels Like I'm In Love. Het nummer werd door Ray Dorset oorspronkelijk voor Elvis Presley geschreven maar werd door diens vroegtijdig overlijden nooit door hem gezongen. Het nummer werd daardoor in 1980 door Kelly Marie gezongen, begeleid door een tweetal donkere dansers, en bereikte in Engeland de eerste plaats in de charts en geldt als voorloper van de Hi-NRG-sounds. In Nederland bereikte het nummer dat jaar een 38e plaats in de Top 100 van de Top 40. In 1997 kwam er een nieuwe versie van het nummer "Feels Like I'm in Love '97". Daarnaast heeft ze een groot aantal andere nummers en albums uitgebracht.
Kelly Marie is getrouwd en woont met haar echtgenoot, zoon en dochter in de buurt van Londen.
- Gemeinsame Normdatei: 134424557
- International Standard Name Identifier: 0000 0003 7239 948X
- Library of Congress Control Number: n93002424
- MusicBrainz: 6fcaba91-1274-48c8-a6d7-f5bf2d1d8ed2
- Nationale Bibliotheek van Tsjechië: xx0100221
- Virtual International Authority File: 96938840